# 1922 aux États-Unis
Pour des articles plus généraux, voir Chronologie des États-Unis et 1922.
Chronologie des États-Unis
- 1918
- 1919
- 1920
- 1921
- 1922
- 1923
- 1924
- 1925
- 1926

Cette page concerne des événements d'actualité qui se sont produits durant l'année 1922 du calendrier grégorien aux États-Unis.

## Gouvernement
- Président : Warren Harding
- Vice-président : Calvin Coolidge
- Chambre des représentants - Président

## Événements
- 8 février : le Président des États-Unis Warren Harding s'installe une radio à la Maison-Blanche.
- 7 avril : principale scandale du « gang de l'Ohio » avec  le scandale du Teapot Dome qui touche l’entourage du Président Harding.
- 30 mai : inauguration du mémorial Lincoln à Washington DC
- 14 juin : le président Harding fait son premier discours radiodiffusé.
- Retour de la prospérité en été. Le PNB augmente presque de 50 % de 1922 à 1929, passant de 75 à 104 milliards de dollars. Le revenu national augmente de 60 à 87 milliards et le revenu moyen par habitant de 553 à 716 dollars par an.
- 22 septembre : Tarif Fordney-McCumber. Les barrières douanières sont brutalement relevées à 38 % et les produits agricoles sont inclus dans la liste des secteurs protégés. Le Président est habilité à modifier les tarifs jusqu’à 50 %. La balance commerciale est en excédent constant   (1 milliard de dollars en moyenne de 1921 à 1925, 800 millions de 1926 en 1930).
- Les États-Unis doivent accorder des crédits constants et massifs aux particuliers, entreprises et Etats étrangers pour éviter toute interruption catastrophique du flux des échanges commerciaux. Cette politique permet le maintien d'une balance commerciale excédentaire, mais se traduit par un endettement élevé du secteur privé et des banques, préfigurant la Grave Crise de 1929.
- Grèves dans les mines de charbon et les chemins de fer.
- 2,3 millions d’automobiles sont vendues en 1922 aux États-Unis.

## Naissances en 1922
- 10 juin : Judy Garland, actrice († 22 juin 1969).
- 3 août : Waverly B. Woodson Jr., médecin militaire, qui s'illustre lors de la bataille de Normandie pendant la Seconde Guerre mondiale († 12 août 2005).
- 24 décembre : Ava Gardner, actrice († 25 janvier 1990).

#### Articles généraux
- Histoire des États-Unis de 1918 à 1945